# 第八套广播体操音乐
第八套广播体操音乐，是中華人民共和國第八套广播体操播放時的背景音樂。該音樂总共有3个版本，原版为交响乐版（张仲霖版本），第2版为电子琴版，第3版为电子琴模拟版。也可以称为模仿版，听起来与原版相似，但不是原版的，音色有差别，中央人民广播电台播出的是原版，其它省市广播电台一般都使用原版和第2版，第3版于1998年開始由上海人民广播电台在每日上午10:00－10:10播出，2000年－2010年停播。2011年1月1日恢复播出，播出时间改為每日上午10:00－10:05，2012年2月1日永久停播本套广播体操音乐。第3版市场上是不发行的，只能在上海人民广播电台里播出时能听到。